# Noordsche Compagniebrug
De Noordsche Compagniebrug (brug 54) is een vaste brug in Amsterdam-Centrum. De brug verbindt de Herenstraat met de Prinsenstraat en voert over de Keizersgracht. 
De brug, zelf sinds 1995 een gemeentelijk monument, is omringd door rijksmonumenten. Tussen de brug en de noordelijker gelegen Pastoorsbrug staan nog drie van de vijf pakhuizen (Keizersgracht 40-44, de andere twee zijn in de 19e eeuw afgebrand) van de Noordse Compagnie, de naamgever van deze brug.
Er ligt hier al eeuwen een brug. Balthasar Florisz. van Berckenrode tekende op zijn kaart uit 1625 een brug. De boogbrug met vijf doorvaarten ligt dan tussen de Heere Straet en Prince Straet en voert over de Keysers Graft. De moderne geschiedenis begint in 1887 als een (te) hoge welfbrug verlaagd wordt in verband met de veranderd verkeersaanbod. Er is dan al sprake van een brug met drie doorvaarten. Er vond steeds meer verkeer over de burg plaats dan scheepvaart onder de brug. Haast heeft de gemeente niet, want in 1889 werd er nog steeds over gesproken; de gemeente had het geld er niet voor (over). In 1891 is het dan zover, de walkanten en brugpijlers worden opnieuw opgetrokken en er kwam een ijzeren liggerbrug. Het vertrouwen in boogbruggen was destijds niet groot, een aantal van die bruggen vertoonde destijds verzakkingen, uitmondend in de ineenstorting van een dergelijk brug, brug 46 ook over de Keizersgracht, in 1894. Boogbruggen werden destijds dus vervangen door liggerbruggen. 
In tegenstelling tot andere bruggen over de Keizersgracht is deze brug niet teruggebracht naar zijn “oude” uiterlijk, het heeft alle kenmerken van de bruggen die rondom 1893 zijn neergelegd (zie detailfoto).
Het brugnummer is te lezen boven de verbreding van de middelste brugpijler. 

## Afbeeldingen

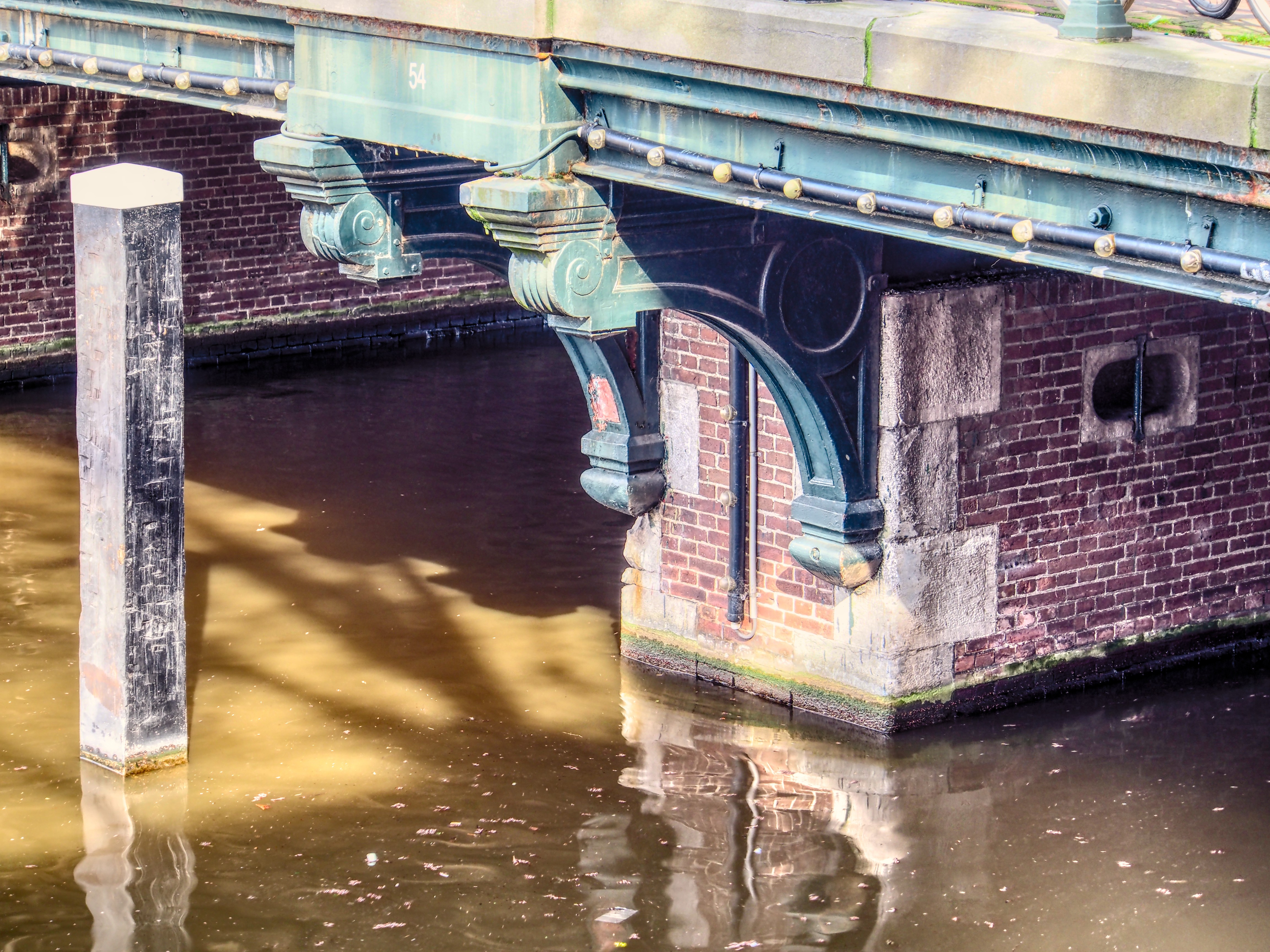
Detailfoto met brugnummer en steunen
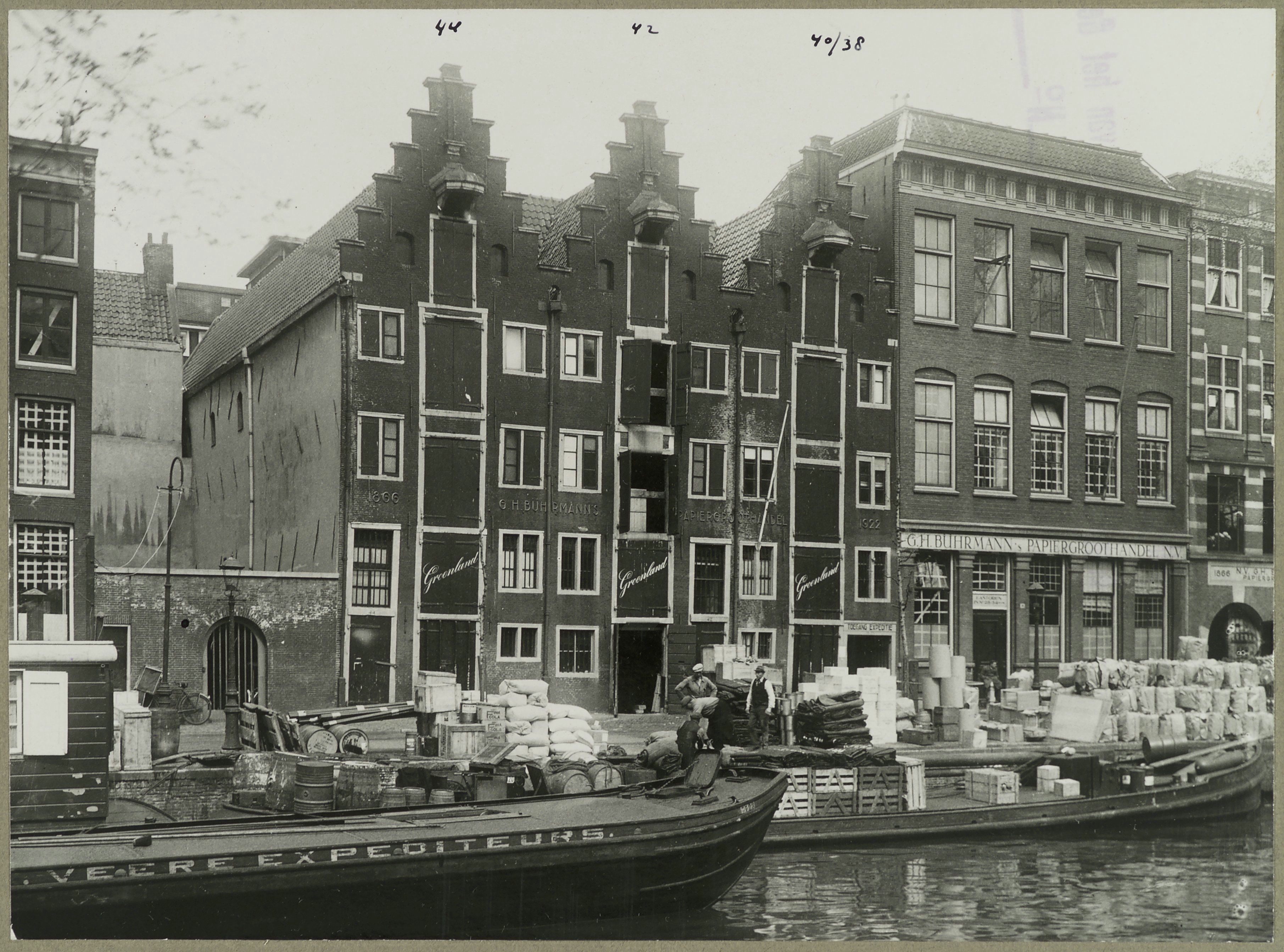
Drie van de vijf pakhuizen

1 · 2 · 3 · 4 · 5 · 6 · 7 · 8 · 9 · 10 · 11 · 12 · 13 · 14 · 15 · 16 · 17 · 18 · 19 · 20 · 21 · 22 · 23 · 24 · 25 · 26 · 27 · 28 · 29 · 30 · 31 · 32 · 34 · 35 · 36 · 37 · 38 · 39 · 40 · 41 · 42 · 43 · 44 · 45 · 46 · 47 · 48 · 49 · 50 · 51 · 52 · 53 · 54 · 55 · 56 · 57 · 58 · 59 · 60 · 61 · 62 · 63 · 64 · 65 · 66 · 67 · 68 · 69 · 70 · 71 · 72 · 73 · 74 · 75 · 76 · 77 · 78 · 79 · 80 · 81 · 82 · 84 · 85 · 86 · 87 · 88 · 89 · 90 · 91 · 92 · 93 · 94 · 95 · 96 · 97 · 98 · 99 · >>>
Brugnummers 33 en 83 zijn niet (meer) vergeven